# 宇南山宏
宇南山 宏（うなやま ひろし、1935年12月19日 - 1984年6月16日）は、日本の俳優。東京市（現：東京都）世田谷区玉川奥沢町出身。本名は宇南山 広。

## 人物
早稲田大学文学部演劇学科卒業。俳優座養成所を経て、1961年に劇団青年座へ入団。1967年よりフリーとなり、日活ロマンポルノ、テレビドラマ、吹き替えを中心に活躍。
1984年6月16日、高田馬場駅で鉄道自殺。

## 出演作品

### 映画
- 天国と地獄（1963年、東宝） - 島田刑事
- 大幹部 殴り込み（1969年、にっかつ） - 松下
- 荒い海（1969年、日活） - 佐谷アフリカ駐在員
- トラ・トラ・トラ!（1970年、20世紀フォックス） - 松崎三男海軍大尉
- カルーセル麻紀 夜は私を濡らす（1974年、日活） - 仙波良文
- 東京チャタレー夫人（1977年、にっかつ） - 宗方甲一郎
- 金曜日の寝室（1978年、日活） - 三原修三
- レイプショット 百恵の唇（1979年、にっかつ） - 星野礼二郎
- 天使のはらわた 名美（1979年、にっかつ） - 中沢デスク
- 看護婦日記 いたずらな指（1979年、にっかつ） - 枝川
- 団鬼六 花嫁人形（1979年、にっかつ） - 曽根崎浩三
- 若妻官能クラブ 絶頂遊戯（1980年、にっかつ） - 水原
- 宇能鴻一郎の貝くらべ（1980年、にっかつ） - 海野先生
- 妻たちの性体験 夫の眼の前で、今…（1980年、にっかつ） - 坂本修三郎
- 愛獣 悪の華（1981年、にっかつ） - 小栗丈平
- 悪女軍団（1981年、にっかつ） - 田畑憲一
- 犯され志願（1982年、にっかつ） - 氏田郷平
- あんねの子守唄（1982年、にっかつ） - 松岡考造
- 火照る姫（1983年、にっかつ） - 佐倉英治
- 女教師は二度犯される（1983年、にっかつ） - 久子のパトロン
- 団鬼六 美女縄化粧（1983年、にっかつ） - 久我山
- 団鬼六 修道女縄地獄（1984年、にっかつ） - 熊本文造

### テレビドラマ
NHK
- 競漕（1963年）
- アイウエオ 第65話（1969年）
- 大河ドラマ
  - 黄金の日日（1978年） - 近侍
  - 草燃える（1979年） - 伊賀光季
  - 獅子の時代（1980年） - 牢役人
  - 徳川家康（1983年） - 猪子兵助
- 日本巌窟王（1979年） - 新五郎
- ぼくとマリの時間旅行 第4話「ドロボウたち大混戦」（1980年） - 医師
- 男子の本懐（1981年）
- ポーツマスの旗（1981年）
- 勇者は語らず いま、日米自動車戦争は 第2話（1983年） - 菊田
- 白き抗争 第2話（1983年）
- おしん 第223話（1983年）

NTV
- 東京バイパス指令 第19話「基地の狼」（1969年）
- 火曜日の女シリーズ / ある朝、突然に…（1972年）
- 太陽にほえろ!
  - 第4話「プールサイドに黒いバラ」（1972年） - 麻薬捜査官
  - 第49話「そのとき、時計は止まった」（1973年） - 橋爪功一
- 俺たちの朝 第23話「炊事当番と物置小屋と下着の山」（1977年）
- 大都会 PARTII
  - 第23話「護送」（1977年）
  - 第32話「刑事黒岩の命」（1977年）
  - 第46話「霊感（オカルト）聖少女」（1978年）
- 大追跡 第26話「サヨナラは銃弾で…」（1978年）
- 探偵物語 第15話「脅迫者」（1979年） - 新聞記者
- 俺はおまわり君 第18話「故郷に戻って知った…」（1981年）
- 右門捕物帖（1983年）
  - 第12話「江戸から消えた女」
  - 第23話「わらじ哀歌」

TBS
- 七人の刑事
  - 第1シーズン 第88話「生きているものと死んだもの」（1963年）
  - 第2シーズン 第358話「シンデレラは天使か」（1968年）
- 人生の並木路（1966年）
- 赤い靴（1972年 - 1973年） - 岩崎
- 刑事くん 第3部 第18話「越前岬に幼い夢は」（1973年）
- 花王 愛の劇場 / 北の宿から（1979年）
- 東芝日曜劇場 / 女たちの忠臣蔵（1979年）
- 歴史の涙（1980年）
- Gメンシリーズ
  - Gメン'75 第336話「エレベーター連続女性殺人事件」（1981年）
  - Gメン'82 第4話「悪魔の電話」（1982年） - 山手署捜査課捜査主任
- あまく危険な香り 第3話（1982年） - 小松
- ザ・サスペンス 肉体の処刑（1982年）

CX
- 浮世絵 女ねずみ小僧 第12話「世は情 恋の韋駄天」（1971年）
- おらんだ左近事件帖 第15話「その夜の男」（1972年）
- ロボット刑事 第14話「光る眼の恐怖!!」（1973年） - 池島太平
- 銭形平次
  - 第330話「沈黙の訴え」（1972年） - 岩松
  - 第388話「人情大利根往来」（1973年） - 定七
  - 第588話「白浪ざんげ」（1977年） - 吾兵ヱ
- ぶらり信兵衛 道場破り 第19話「乞食はつらいよ」（1974年） - 太田
- 女商一代 やらいでか!（1981年） - 吾助
- 北の国から 第16話「転校」（1982年）
- 同心暁蘭之介 第20話「地獄の沙汰」（1982年）

MBS
- サスペンスシリーズ 人妻恐怖・地獄道路 （1973年） - 佐々木
- 仮面ライダーV3 第16話「ミサイルを背負ったヤモリ怪人!」（1973年） - 井村耕作
- 不毛地帯 第14話（1979年） - 栗山記者

NET→ANB
- 柔道一代 （1962年 - 1964年）
- 徳川家康（1964年 - 1965年）
- 契りきな（1969年）
- 花と竜（1970年）
- 丹下左膳 第9話「かまかまカマキリ剣法の巻」（1970年） - 赤星弥平次
- 鬼平犯科帳'69 第58話「雨の湯豆腐」（1970年）‐ 為吉（大工の万吉）
- さすらいの狼 第14話「謎の早馬」（1972年）
- 人造人間キカイダー 第20話「冷酷アオタガメのドクロ計画!!」（1972年） - 浅沼竜平所長
- 特別機動捜査隊
  - 第529話「日本の悲劇」（1971年） - 長谷川
  - 第581話「蒼い性」（1972年） - 山根
  - 第608話「燃える炎の女」（1973年） - 今井
  - 第657話「華麗なる挑戦状」（1974年） - 樋口
  - 第656話 「熱風への復讐」（1974年）- 慎一
  - 第688話「汚れた天使の死」（1975年）  - 中島
  - 第692話「青い炎の踊り子」（1975年）  - 東山
  - 第770話「歪んだ女心」（1976年）  - 浮谷敏夫
  - 第799話「娘の思春期」（1977年）  - 吉岡清
  - 第800話「あゝ夫婦」（1977年）  - 阿久津守
  - 第801話「浮気の報酬」（1977年） - 警官
- 荒野の素浪人 第58話「荒涼 殺生谷の黄金」（1973年）
- キカイダー01 第15話「爆発 ジャイアントデビルの秘密」（1973年） - 山形五郎
- 非情のライセンス
  - 第1シリーズ 第34話「兇悪の遊戯」（1973年） - 経理課長
  - 第2シリーズ 第2話「兇悪の傷痕」（1974年） - 小倉
- 旗本退屈男 第11話「十字の謎」（1973年）
- ザ・ボディガード（1974年）
  - 第5話「喪服の女に手を出すな」
  - 第21話「色ぼけ欲ぼけ大戦争」
- 右門捕物帖 第25話「影を斬る男」（1974年）
- 華麗なる一族（1974年 - 1975年） - 冠収
- ご存じ金さん捕物帳 第19話「辻斬り地獄唄」（1975年） - 弥之助
- ザ★ゴリラ7 第5話「大泥棒弟子入り志願」（1975年）
- 秘密戦隊ゴレンジャー
  - 第11話「みどり色の戦慄! 耳地獄からの脱出」（1975年） - 工藤教授
  - 第70話「五色の新兵器!! バリキキューン発進」（1976年） - 工藤博士
- 破れ傘刀舟悪人狩り 第130話「地獄の王将」（1977年）
- 破れ奉行（1977年）
  - 第24話「片道手形は死の匂い」
  - 第31話「暗黒街の悪の花」 - 鳥居要介
- 新・海峡物語 第6話（1981年）
- 宇宙刑事ギャバン 第4話「死を呼ぶ魔人兜」（1982年） - 神永教授 / ダブルマン・マッド

ABC
- ザ・ハングマン
  - 第7話「亡者を呼ぶ金相場」（1980年） - 「朝のワイドショー」司会者
  - 第17話「地獄へ送る世紀の大魔術」（1981年）
  - 第47話「生か死か!? ドラゴン危うし」（1981年）

12ch
- プレイガール 第273話「ヌードモデル沖縄珍道中」（1974年） -
- 大江戸捜査網
  - 第314話「女刺青師怒りの恨み節」（1977年）
  - 第325話「笹笛に泣く女の悲哀」（1978年）

### バラエティ
- ピンキーパンチ大逆転「ピンキー指令013 タランチュラ病絶体絶命!!」（1982年、TBS） - 大病院院長 役
- 世界まるごとHOWマッチ（1983年、TBS） - 声の出演

### 吹き替え
- アメリカン・ヒーロー

### 舞台
- 鬼宴版・豊後訛り節（1984年） - 主演 ※遺作